# معهد الطاقة
معهد الطاقة (EI) هو هيئة عضوية مهنية خاصة في المملكة المتحدة.

## نبذة
تأسس المعهد في عام 2003 ويعد معهد الطاقة مرخص من قبل مجلس الهندسة البريطاني لتقديم وضع فني ومهندس معتمد وكذلك من قبل مجلس العلوم والمجتمع من أجل البيئة للتسجيل كعالم تشارترد وبيئة معتمدة.

## العضوية
يقدم معهد الطاقة ثلاث درجات مهنية متقدمة للعضوية:
- شركة تابعة
- درجة عليا
- طالب

## الدرجات المهنية
الدرجات المهنية هي:
- زميل
- زميل مهندس تشارترد
- زميل تشارترد ساينتست
- عضو مجلس إدارة معتمد
- عضو عالم تشارترد
- عضو أو زميل وخبير بيئي معتمد
- عضو تقني
- فني هندسة

## المنشورات
ينشر معهد الطاقة مجلتي عضوية هما:
- عالم الطاقة
- مراجعة البترول